# Пахотино (Ивановская область)
Пахотино — деревня в Раменском сельском поселении Палехского района Ивановской области. 

## География
Расположено на расстоянии 17,5 км (по автомобильной дороге) к западу от районного центра пгт Палех; до города Шуи — 27,61 км,  до областного центра Иваново — 59 км. 

## Население
| 1859 | 1905 | 2010 |
| ---- | ---- | ---- |
| 144  | ↗179 | ↘33  |

## История
По данным Центрального статистического комитета Министерства внутренних дел Российской империи, опубликованным в Списках населённых мест Владимирской губернии по сведениям 1859 года, под № 5519 значится: «Владимирской губ. Шуйского уезда 1-го стана, Пахотино,  деревня владельческая, при колодцах; расстояние в верстах от уездного центра – 18, от становой квартиры – 18; число дворов 25; число жителей: мужского пола — 63 чел., женского пола — 81 чел.».
Жители деревни  — православные крестьяне, были приписаны к приходу Троицкой церкви 1-го округа Владимирской епархии с. Семёново-Высоково Шуйского уезда (с 1885 г. в селе открыта церковно-приходская школа). При советской власти в 1930-е годы церковь была закрыта.
С 1935 года, после второй советской административно-территориальной реформы,  деревня Пахотино – в составе Раменского сельсовета, вошедшего во вновь образованный Палехский район Ивановской Промышленной области РСФСР, СССР.

## Известные уроженцы
В Пахотино родился Александр Васильевич Горбатов (1891—1973) — советский военачальник, генерал армии; участник Великой Отечественной войны — Герой Советского Союза (1945); почётный гражданин многих городов —  Орла, Гомеля, Новосиля, Мценска,  Шуи и пгт Палеха.